# Jussi Mäntynen

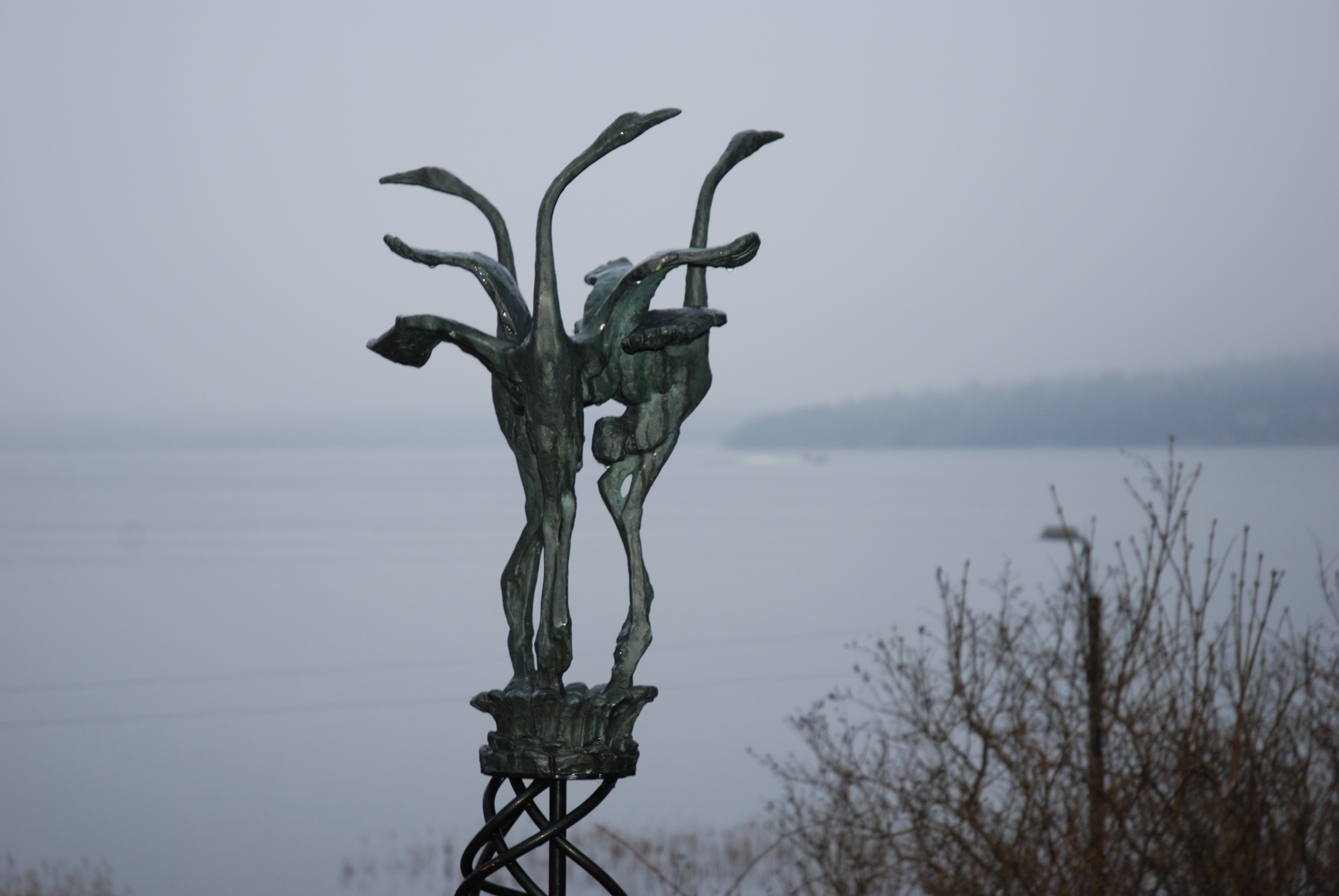
Dansande tranor, Vår Gård, Saltsjöbaden, Nacka, Stockholm.

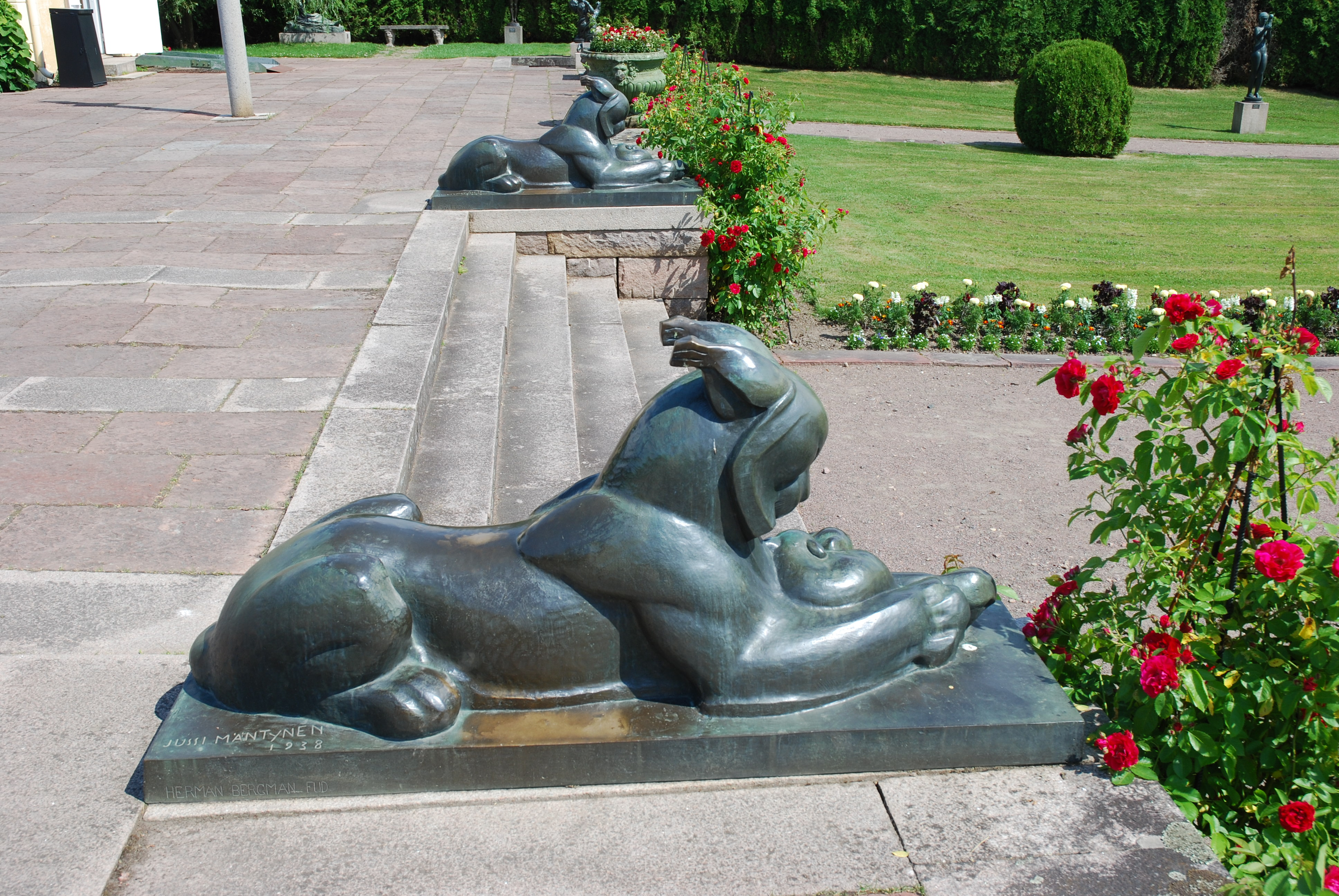
Modersstolthet, Rottneros park

Johan Richard (Jussi) Mäntynen, född 8 maj 1886 i Helsingfors, död 10 november 1978 i Åbo, var en finländsk-svensk djurkonservator och skulptör.

## Biografi
Jussi Mäntynen studerade på Finlands Konstförenings Konstskola 1902–1905 och var lärling hos skulptören Alpo Sailo 1910–1920. Parallellt arbetade han som preparatorbiträde, och från 1917 som preparator. 1920 blev han konservator på Helsingfors universitets Zoologiska Museum.
Jussi Mäntynen fick sitt genombrott som skulptör på utställningar i Stockholm 1934 och London 1939. Han slutade som konservator 1939 och var bosatt på Lidingö i Sverige från 1940-talet till 1967. Mäntynen blev svensk medborgare 1951. Han har gjort sig känd för skulpturer av vilda djur.

## Offentliga verk i urval
- Älg (1923), brons, "Park Lenina" i Viborg, Lahtis, Åbo och Helsingfors Zoologiska Museum.[2]
- Älgko (1929), brons, Gösta Serlachius Konstmuseum, Joenniemi gård, Mänttä och Kajsaniemiparken, Gloet i Helsingfors
- Kalakarhu/Björnvalp (1931), granit,  Tammerfors
- Björn vid myrstack (1931), röd granit, Björnparken, Berghäll i Helsingfors
- Modersstolthet (1935), två skulpturer i diovit, G.A. Serlachius Museum, Mänttä stad
- Lejon, del av Finlands frihetsstaty (1938) i Vasa
- Modersstolthet (1938), brons, Rottneros park i Rottneros
- Joutsenet (1938), brons, Tammerfors
- Kurjet/Tranor (1947), brons, Uleåborgs Konstmuseum
- Örnen (Stamfrändemonumentet, 1953), brons, placerad i Rottneros utmed väg E45 nära Sunne
- Dansande tranor, brons, Vår Gård, Saltsjöbaden i Nacka
- Tranorna, brons, Rottneros park i Rottneros